# Објава рата
Објава рата (енгл. declaration of war) је једнострана изјава воље којом једна држава ставља до знања другој да се с њом налази у ратном стању.
Од 1945. године, развојем међународног права, као што је Повеља Уједињених нација, која забрањује и претњу и употребу силе у међународним сукобима, учиниле су да су објаве рата у великој мери застареле у међународним односима, иако такве декларације могу имати значај у домаће право зараћених страна или неутралних нација. Савет безбедности УН, на основу овлашћења датих у члановима 24 и 25, и Поглављу VII Повеље, може да одобри колективне акције за одржавање или спровођење међународног мира и безбедности. Члан 51. Повеље Уједињених нација такође каже да: „Ништа у овој Повељи неће нарушити инхерентно право на индивидуалну или колективну самоодбрану ако дође до оружаног напада на државу.“
Објаве рата су биле изузетно ретке од краја Другог светског рата. Научници су расправљали о узроцима опадања, а неки тврде да државе покушавају да избегну ограничења међународног хуманитарног права (које регулише понашање у рату) док други тврде да се ратне декларације доживљавају као маркери агресије и максималистичким циљевима.

## Историја
Објава рата је једна од најстаријих институција ратног права. У античкој Грчкој и Риму рат није могао почети без претходне објаве, која је имала религиозно обележје, и морално оправдавала рат као допуштен и праведан. Римљани су објављивали рат бацањем копља на непријатељево земљиште, позивајући богове за сведоке. Средњи век, такође, познаје објаву рата, док се у новом веку то правило различито поштује (на пример, од 1700. до 1870. вођено је 107 ратова, а објављено свега десет; у Првом светском рату све зарађене стране објавиле су рат, а између Првог и Другог светског рата и за време Другог светског рата, ратови су почињали претежно без објаве рата).
Трећа хашка конвенција из 1907. године о објави рата регулише начин и услове објављивања рата. Конвенција познаје два начина објаве рата: безусловну и условну (ултимативну). Прва мора бити претходна, недвојбена и образложена, а ултимативна претходна и недвојбена. Конвенција не одређује никакав рок за претходну објаву рата, али из стилизације одредбе произилази да мора протећи макар минимални рок од објаве рата до почетка непријатељстава. Конвенцију је ратификовало свега 36 држава. У правној доктрини спорно је да ли су правила Конвенције прерасла у међународно обичајно право. Пошто у савременом рату огромну улогу игра фактор изненађења, мало је вероватно да би се поштовала правила међународног ратног права о објави рата. И формално-правни узроци могу утицати на необјављивање рата. Како повеља УН забрањује рат, вероватно би се агресори чували да објаве рат.

### Сродни појмови
Агресија и објава рата различити су појмови: агресор се не може утврдити на основу формалног акта објаве рата, већ на основу чињенице ко је први започео непријатељства.
Објава рата није идентична са ратним стањем: у смислу међународног права, у тренутку избијања рата започиње ратно стање између држава и ступају у дејство правила ратног права; у смислу државног права, проглашењем ратног стања престаје да важи мирнодопски правни, економски и управни систем државе и замењује се ратним.

## Процедуре
У првој Хашкој конвенцији из 1899. године, државе потписнице су се сложиле да се бар једна друга нација користи за посредовање у споровима између држава пре него што се упусте у непријатељства:
1899

### Наслов II, Члан 2
У случају озбиљног неслагања или сукоба, пре позивања на оружје, силе потписнице су сагласне да прибегну, у мери у којој то околности дозвољавају, мировним услугама или посредовању једне или више пријатељских сила.
1907
Хашка конвенција (III) из 1907. под називом „Конвенција о отварању непријатељстава“ наводи међународне акције које држава треба да изврши приликом отварања непријатељстава. Прва два чланка кажу:

### Члан 1
Стране уговорнице признају да међусобна непријатељства не смеју да почну без претходног и експлицитног упозорења, у облику било образложене објаве рата или ултиматума са условном објавом рата.

### Члан 2
О постојању ратног стања морају се обавестити неутралне силе без одлагања, и неће ступити на снагу у погледу њих све до пријема обавештења, које се, међутим, може дати телеграфом. Неутралне силе се, међутим, не могу ослонити на одсуство обавештења ако се јасно утврди да су оне заправо биле свесне постојања ратног стања.

### Уједињене нације и рат
У настојању да натерају нације да решавају проблеме без ратовања, творци Повеље Уједињених нација покушали су да обавежу државе чланице да користе рат само у ограниченим околностима, нарочито у одбрамбене сврхе.
УН су и саме постале борац након што је Северна Кореја извршила инвазију на Јужну Кореју 25. јуна 1950, чиме је започео Корејски рат. Савет безбедности УН осудио је акцију Северне Кореје резолуцијом 9-0 (са одсуством Совјетског Савеза) и позвао своје земље чланице да притекну у помоћ Јужној Кореји. Сједињене Државе и 15 других нација формирале су „снаге УН” да спроведу ову акцију. На конференцији за новинаре 29. јуна 1950. године, амерички председник Хари С. Труман је окарактерисао ова непријатељства као не „рат“ већ „полицијску акцију“.
Уједињене нације су издале резолуције Савета безбедности које су неке ратове прогласиле правним радњама према међународном праву, а посебно Резолуцију 678, којом се одобрава Заливски рат 1991. који је покренут инвазијом Ирака на Кувајт. Резолуције УН дозвољавају употребу „силе“ или „свих неопходних средстава“.

## Законитост
Законитост у погледу тога ко је надлежан да објави рат разликује се међу нацијама и облицима власти. У многим нацијама та моћ се даје шефу државе или суверену. Званични међународни протокол за објаву рата дефинисан је Хашком конвенцијом (III) из 1907. о отварању непријатељстава.
Од 1945. године, дешавања у међународном праву, као што је Повеља Уједињених нација, која забрањује претњу и употребу силе у међународним сукобима, учинила је да су објаве рата у великој мери застареле у међународним односима, иако такве декларације могу бити релевантне за домаће право зараћених страна или неутралних нација. Савет безбедности УН, на основу овлашћења датих у члановима 24 и 25, и Поглављу VII Повеље, може да одобри колективне акције за одржавање или спровођење међународног мира и безбедности. Члан 51 Повеље Уједињених нација такође каже да: „Ништа у овој Повељи неће нарушити инхерентно право на индивидуалну или колективну самоодбрану ако дође до оружаног напада на државу.“

## Spoljašnje veze
- Declarations of war during World War II
- Hague Convention (III) in 1907 defines the protocol for starting hostilities
- Declarations of War and Authorizations for the Use of Military Force: Historical Background and Legal Implications, US Congressional Research Service Архивирано на веб-сајту  (1. април 2012)